# Saint-Julien-des-Chazes
Pour les articles homonymes, voir Saint-Julien.
Saint-Julien-des-Chazes est une commune française située dans le département de la Haute-Loire, en région Auvergne-Rhône-Alpes.

## Géographie

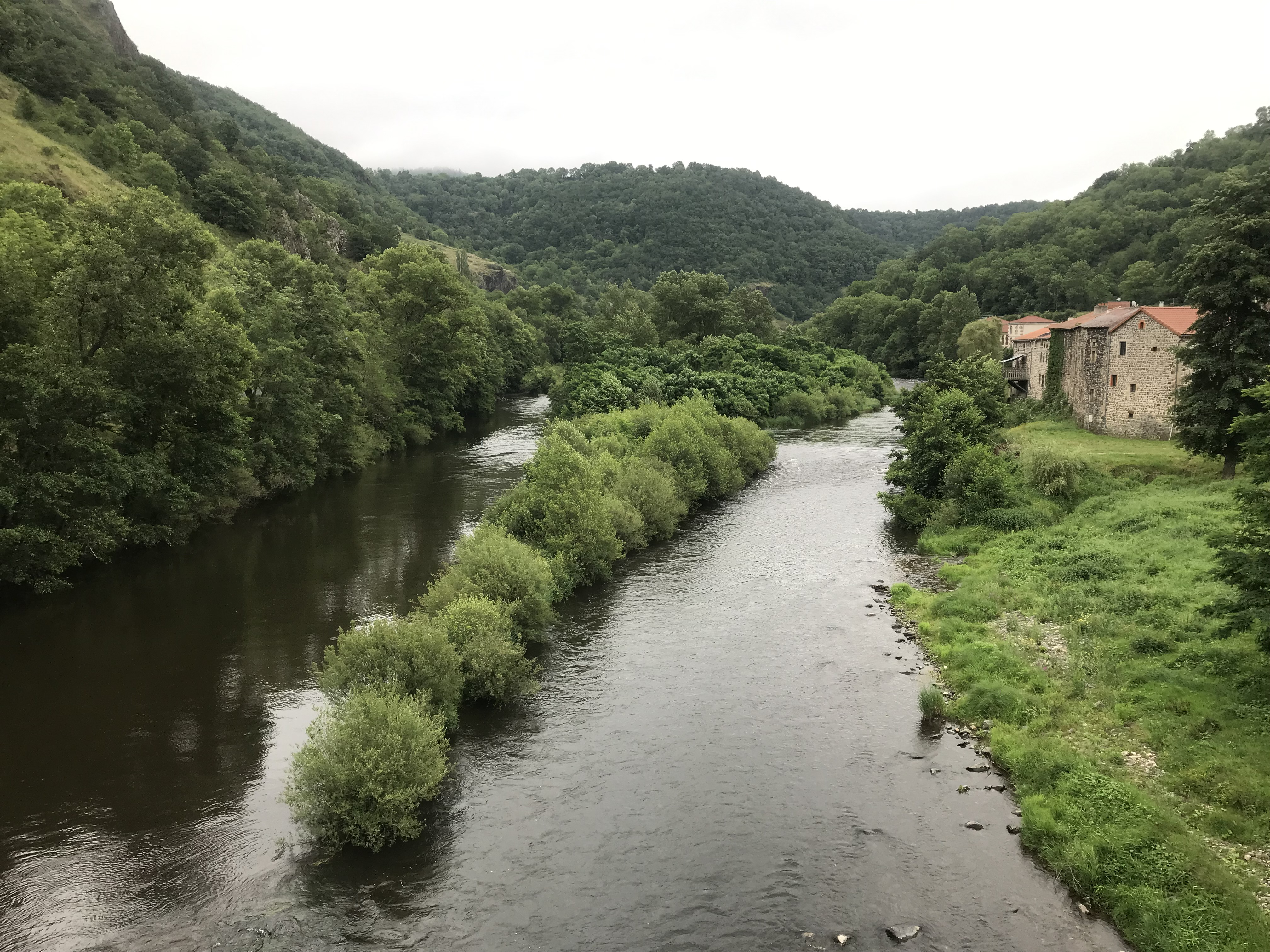
Rivière de l'Allier dans le village de Saint Julien des Chazes.

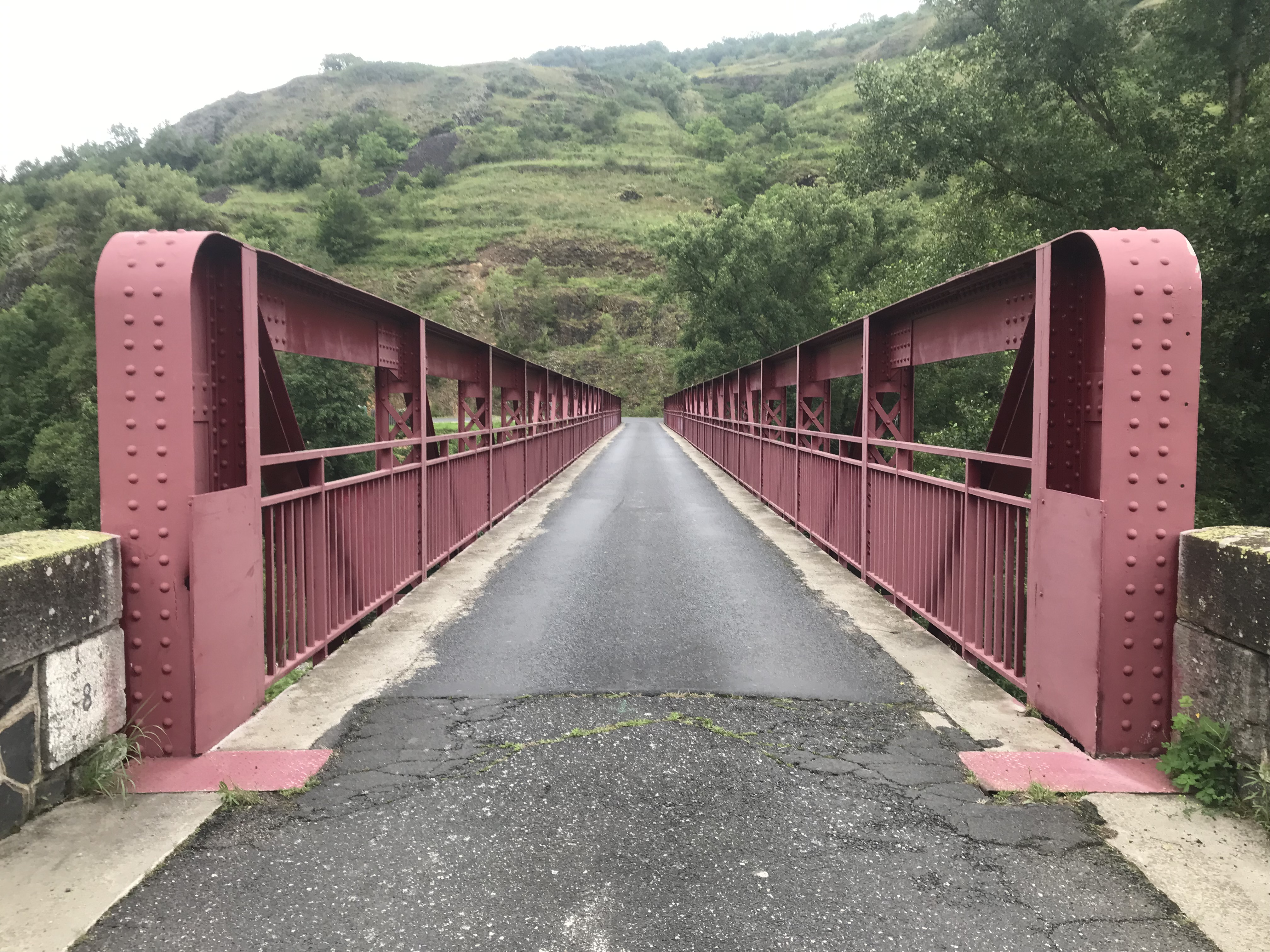
Pont sur l'Allier dans le village de Saint Julien des Chazes.

Le bourg de Saint-Julien-des-Chazes se situe sur la rive gauche de l'Allier. Il est situé à 560 mètres d'altitude en moyenne. Le village est le point de départ de nombreuses randonnées qui parcourent les gorges de l'Allier.
L'accès au village se fait par la route venant de Langeac (RD 48), grâce à un petit pont en structure métallique du XIXe siècle. Passé ce pont, une petite route conduit à Prades, à environ 3 km au sud de Saint-Julien-des-Chazes.
Au centre du village, se trouve une fontaine d'eau et une petite église de style roman et gothique.
La ligne de chemin de fer reliant Langeac à Nîmes surplombe les deux villages de Prades et Saint-Julien-des-Chazes.
Plusieurs chemins partent du village vers les hauteurs des alentours :
1. le premier chemin à droite après le pont permet d'accéder à un monument en forme de croix. En prolongeant ce chemin on accède au Monteil, petit bourg regroupant quelques fermes en exploitation.
2. un second chemin part de l'église de Saint-Julien et permet d'atteindre à travers les bois le bourg de Charraix.
3. un troisième chemin part après le viaduc a travers les bois et permet d'atteindre le hameau de Légal.

### Localisation
La commune de Saint-Julien-des-Chazes se trouve dans le département de la Haute-Loire, en région Auvergne-Rhône-Alpes.
Elle se situe à 35 km par la route du Puy-en-Velay, préfecture du département, à 39 km de Brioude, sous-préfecture, et à 10 km de Langeac, bureau centralisateur du canton de Gorges de l'Allier-Gévaudan dont dépend la commune depuis 2015 pour les élections départementales.
Les communes les plus proches sont : 
Prades (2,3 km), Charraix (2,6 km), Saint-Arcons-d'Allier (3,6 km), Saint-Bérain (4,2 km), Cubelles (4,5 km), Chanteuges (5,0 km), Pébrac (6,0 km), Siaugues-Sainte-Marie (6,5 km).
| Chanteuges | Saint-Arcons-d'Allier   |                       |
| Pébrac     | Saint-Julien-des-Chazes | Siaugues-Sainte-Marie |
| Charraix   | Prades                  | Saint-Bérain          |

### Climat
Pour des articles plus généraux, voir Climat d'Auvergne-Rhône-Alpes et Climat de la Haute-Loire.
En 2010, le climat de la commune est de type climat des marges montargnardes, selon une étude du Centre national de la recherche scientifique s'appuyant sur une série de données couvrant la période 1971-2000. En 2020, Météo-France publie une typologie des climats de la France métropolitaine dans laquelle la commune est exposée à un climat de montagne ou de marges de montagne et est dans la région climatique Sud-est du Massif Central, caractérisée par une pluviométrie annuelle de 1 000 à 1 500 mm, minimale en été, maximale en automne.
Pour la période 1971-2000, la température annuelle moyenne est de 9,3 °C, avec une amplitude thermique annuelle de 14,9 °C. Le cumul annuel moyen de précipitations est de 790 mm, avec 9,4 jours de précipitations en janvier et 6,6 jours en juillet. Pour la période 1991-2020, la température moyenne annuelle observée sur la station météorologique de Météo-France la plus proche, « Saugues-Sa », sur la commune de Saugues à 10 km à vol d'oiseau, est de 8,1 °C et le cumul annuel moyen de précipitations est de 785,1 mm,. Pour l'avenir, les paramètres climatiques de la commune estimés pour 2050 selon différents scénarios d'émission de gaz à effet de serre sont consultables sur un site dédié publié par Météo-France en novembre 2022.

## Urbanisme

### Typologie
Au 1er janvier 2024, Saint-Julien-des-Chazes est catégorisée commune rurale à habitat très dispersé, selon la nouvelle grille communale de densité à sept niveaux définie par l'Insee en 2022.
Elle est située hors unité urbaine et hors attraction des villes,.

### Occupation des sols
L'occupation des sols de la commune, telle qu'elle ressort de la base de données européenne d’occupation biophysique des sols Corine Land Cover (CLC), est marquée par l'importance des forêts et milieux semi-naturels (58,7 % en 2018), une proportion identique à celle de 1990 (58,7 %). La répartition détaillée en 2018 est la suivante : 
forêts (51,5 %), prairies (25,7 %), zones agricoles hétérogènes (15,6 %), milieux à végétation arbustive et/ou herbacée (7,2 %). L'évolution de l’occupation des sols de la commune et de ses infrastructures peut être observée sur les différentes représentations cartographiques du territoire : la carte de Cassini (XVIIIe siècle), la carte d'état-major (1820-1866) et les cartes ou photos aériennes de l'IGN pour la période actuelle (1950 à aujourd'hui).

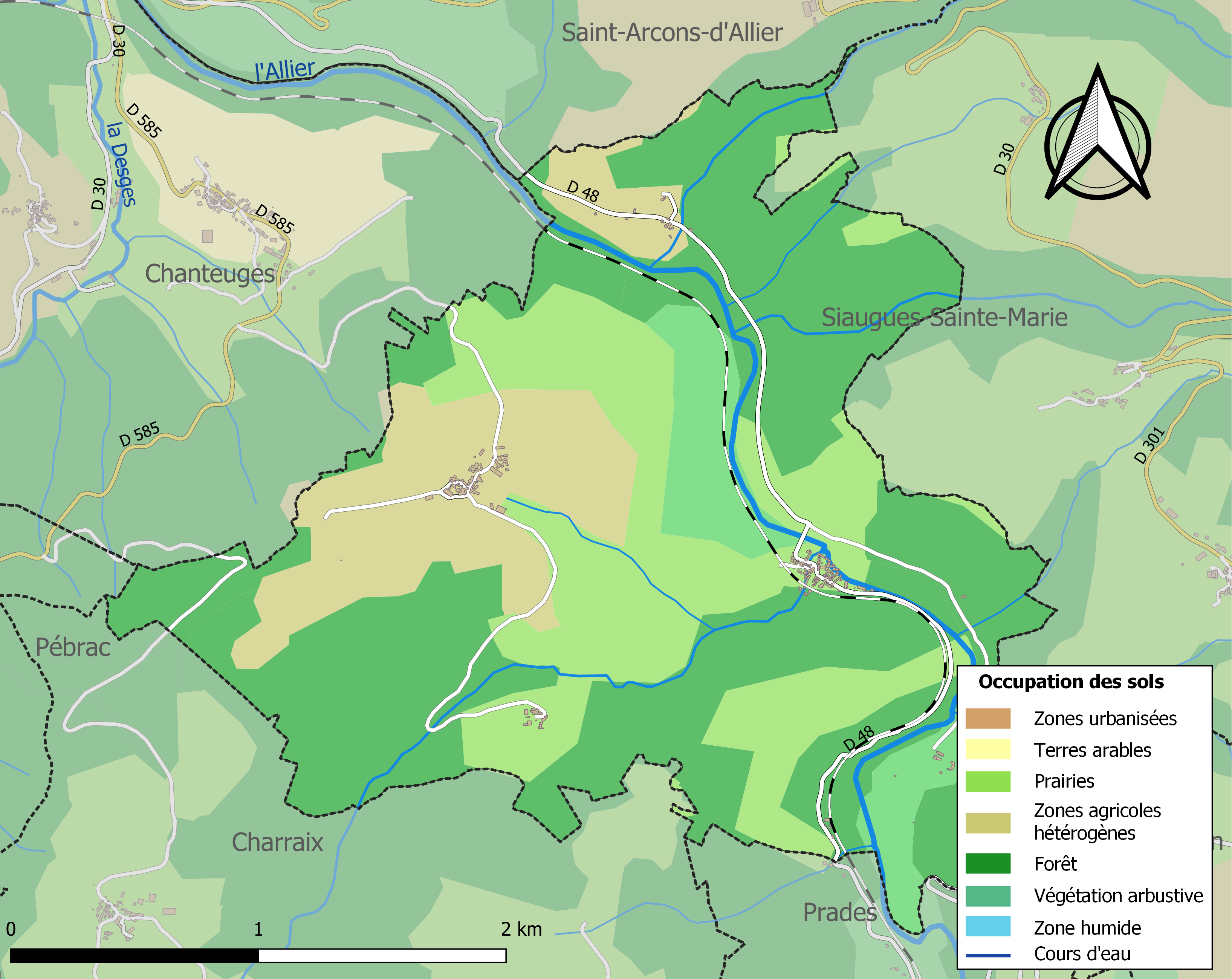
Carte des infrastructures et de l'occupation des sols de la commune en 2018 (CLC).

### Habitat et logement
En 2018, le nombre total de logements dans la commune était de 122, alors qu'il était de 122 en 2013 et de 117 en 2008.
Parmi ces logements, 27,3 % étaient des résidences principales, 61,2 % des résidences secondaires et 11,4 % des logements vacants. Ces logements étaient pour 98,4 % d'entre eux des maisons individuelles et pour 0,8 % des appartements.
Le tableau ci-dessous présente la typologie des logements à Saint-Julien-des-Chazes en 2018 en comparaison avec celle de la Haute-Loire et de la France entière. Une caractéristique marquante du parc de logements est ainsi une proportion de résidences secondaires et logements occasionnels (61,2 %) supérieure à celle du département (16,1 %) et à celle de la France entière (9,7 %). Concernant le statut d'occupation de ces logements, 84,4 % des habitants de la commune sont propriétaires de leur logement (92,3 % en 2013), contre 70 % pour la Haute-Loire et 57,5 pour la France entière.
| Typologie                                               | Saint-Julien-des-Chazes | Haute-Loire | France entière |
| ------------------------------------------------------- | ----------------------- | ----------- | -------------- |
| Résidences principales (en %)                           | 27,3                    | 71,5        | 82,1           |
| Résidences secondaires et logements occasionnels (en %) | 61,2                    | 16,1        | 9,7            |
| Logements vacants (en %)                                | 11,4                    | 12,4        | 8,2            |

## Histoire
Au cours de la période révolutionnaire de la Convention nationale (1792-1795), la commune a porté le nom de Les Chazes-d'Allier.

## Politique et administration

### Découpage territorial
La commune de Saint-Julien-des-Chazes est membre de la communauté de communes des Rives du Haut Allier, un établissement public de coopération intercommunale (EPCI) à fiscalité propre créé le 27 décembre 2016 dont le siège est à Langeac. Ce dernier est par ailleurs membre d'autres groupements intercommunaux.
Sur le plan administratif, elle est rattachée à l'arrondissement de Brioude, au département de la Haute-Loire, en tant que circonscription administrative de l'État, et à la région Auvergne-Rhône-Alpes.
Sur le plan électoral, elle dépend du canton de Gorges de l'Allier-Gévaudan pour l'élection des conseillers départementaux, depuis le redécoupage cantonal de 2014 entré en vigueur en 2015, et de la deuxième circonscription de la Haute-Loire   pour les élections législatives, depuis le redécoupage électoral de 1986.

### Liste des maires
| Période                                  | Période                   | Identité         | Étiquette | Qualité |
| ---------------------------------------- | ------------------------- | ---------------- | --------- | ------- |
| Les données manquantes sont à compléter. |                           |                  |           |         |
| Joseph Merle                             |                           | Robert Faujours  |           |         |
|                                          | mars 2006                 | Louis Barthélemy |           |         |
|                                          |                           | Sylvie Michel    |           |         |
| mars 2008                                | 2014                      | Louis Barthélemy |           |         |
| 2020                                     | En cours (au 25 mai 2020) | Sylvie Michel    |           |         |

## Population et société

### Démographie

#### Évolution démographique
L'évolution du nombre d'habitants est connue à travers les recensements de la population effectués dans la commune depuis 1793. Pour les communes de moins de 10 000 habitants, une enquête de recensement portant sur toute la population est réalisée tous les cinq ans, les populations de référence des années intermédiaires étant quant à elles estimées par interpolation ou extrapolation. Pour la commune, le premier recensement exhaustif entrant dans le cadre du nouveau dispositif a été réalisé en 2006.

En 2022, la commune comptait 54 habitants, en évolution de −18,18 % par rapport à 2016 (Haute-Loire : +0,36 %, France hors Mayotte : +2,11 %).
| 1793 | 1800 | 1806 | 1821 | 1831 | 1836 | 1841 | 1846 | 1851 |
| ---- | ---- | ---- | ---- | ---- | ---- | ---- | ---- | ---- |
| 404  | 380  | 503  | 584  | 589  | 464  | 544  | 568  | 549  |

| 1856 | 1861 | 1866 | 1872 | 1876 | 1881 | 1886 | 1891 | 1896 |
| ---- | ---- | ---- | ---- | ---- | ---- | ---- | ---- | ---- |
| 540  | 537  | 501  | 491  | 553  | 517  | 509  | 509  | 505  |

| 1901 | 1906 | 1911 | 1921 | 1926 | 1931 | 1936 | 1946 | 1954 |
| ---- | ---- | ---- | ---- | ---- | ---- | ---- | ---- | ---- |
| 378  | 375  | 352  | 323  | 301  | 277  | 254  | 211  | 154  |

| 1962 | 1968 | 1975 | 1982 | 1990 | 1999 | 2006 | 2011 | 2016 |
| ---- | ---- | ---- | ---- | ---- | ---- | ---- | ---- | ---- |
| 157  | 115  | 107  | 103  | 92   | 69   | 81   | 72   | 66   |

| 2021 | 2022 | - | - | - | - | - | - | - |
| ---- | ---- | - | - | - | - | - | - | - |
| 60   | 54   | - | - | - | - | - | - | - |

#### Pyramide des âges
La population de la commune est relativement âgée.
En 2018, le taux de personnes d'un âge inférieur à 30 ans s'élève à 25,7 %, soit en dessous de la moyenne départementale (31 %). À l'inverse, le taux de personnes d'âge supérieur à 60 ans est de 47 % la même année, alors qu'il est de 31,1 % au niveau départemental.
En 2018, la commune comptait 33 hommes pour 36 femmes, soit un taux de 52,17 % de femmes, légèrement supérieur au taux départemental (50,87 %).
Les pyramides des âges de la commune et du département s'établissent comme suit.
| Hommes | Classe d’âge | Femmes |
| ------ | ------------ | ------ |
| 3,1    | 90 ou +      | 0,0    |
| 6,2    | 75-89 ans    | 8,8    |
| 31,2   | 60-74 ans    | 44,1   |
| 25,0   | 45-59 ans    | 8,8    |
| 9,4    | 30-44 ans    | 11,8   |
| 15,6   | 15-29 ans    | 11,8   |
| 9,4    | 0-14 ans     | 14,7   |

| Hommes | Classe d’âge | Femmes |
| ------ | ------------ | ------ |
| 0,9    | 90 ou +      | 2,5    |
| 8,4    | 75-89 ans    | 11,7   |
| 20,4   | 60-74 ans    | 20,5   |
| 21,3   | 45-59 ans    | 20,3   |
| 16,8   | 30-44 ans    | 16,3   |
| 15,2   | 15-29 ans    | 13,2   |
| 17     | 0-14 ans     | 15,6   |

## Lieux et monuments

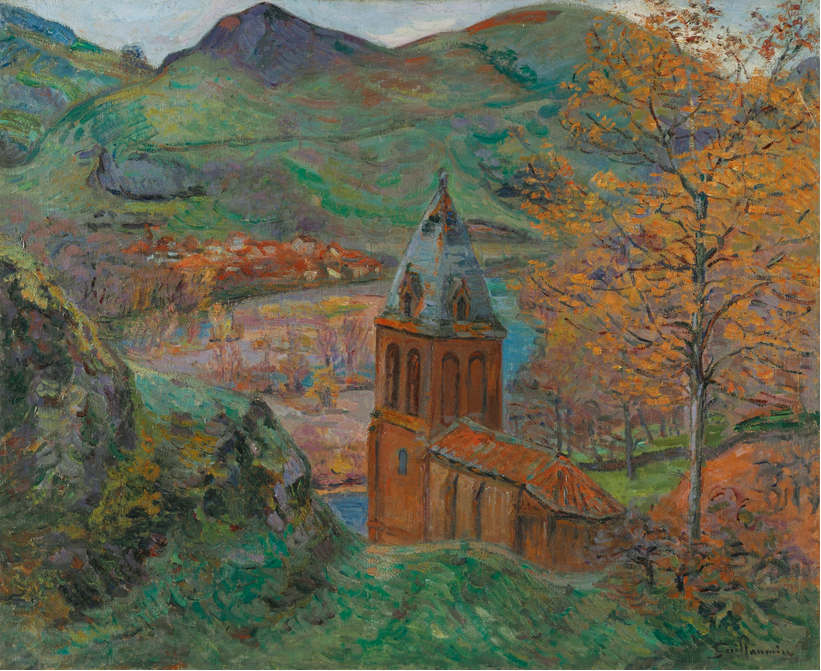
Eglise de Saint-Julien-des-Chazes
Armand Guillaumin, vers 1895
Collection privée, Vente 2016

- L'église paroissiale Saint-Julien-de-Brioude, construite au XVe siècle, dans le centre du village.
- Fontaine au centre de Saint-Julien.
- Ancien cloître de l'abbaye Saint-Pierre-des-Chazes fondée vers 910.
- Croix de pierre surplombant le village.
- La chapelle Sainte-Marie-des-Chazes, qui se trouve à proximité du village sur l'autre rive de l'Allier.
- À l'entrée du village, cimetière à flanc de coteau.
- Le pont de la RD 48 sur l'Allier : ouvert en 1896, il a été construit par l'entreprise Bion, de Langeac. Il s'agit d'un pont métallique s'appuyant en rive gauche (côté village) sur une culée en maçonnerie ; il comporte deux travées en treillis de type Pratt (disposition présentant des diagonales symétriques par rapport au milieu de la travée[23].